# România în lumini și umbre (1909-1919)
România în lumini și umbre (1909-1919) reprezintă jurnalul soției de origine canadiană a contraamiralului Basil Pantazzi, Ethel Greening Pantazzi, din perioada 1909-1919. Cartea a fost publicată pentru prima oară în 1921 la Toronto cu titlul în engleză Roumania in light & shadow, de către editura The Ryerson Press, tipărirea fiind executată în Londra de către Unwin Brothers Ltd.. Jurnalul este focalizat pe experiența pe care a avut-o autoarea în Regatul României în intervalul 1909-1919 și include descrierea perioadei sfârșitului de Belle Époque și a perioadei următoare, asociată cu traumatizanta experiență a Primului Război Mondial.
Deceniul descris în cartea lui Ethel Greening este suport pentru o poveste de viață care în același timp s-a dovedit a fi un document istoric. Textul, astfel pe lângă valoarea sa intrinsecă literară, are o valoare documentară de necontestat, în mod particular evidentă în ce privește studiul Marelui Război.
În 1926, autoarea a mai publicat o a doua carte având ca subiect țara ei de adopție: Strolls in old corners of Bucharest", la Editura Cultura Națională.

## Structură

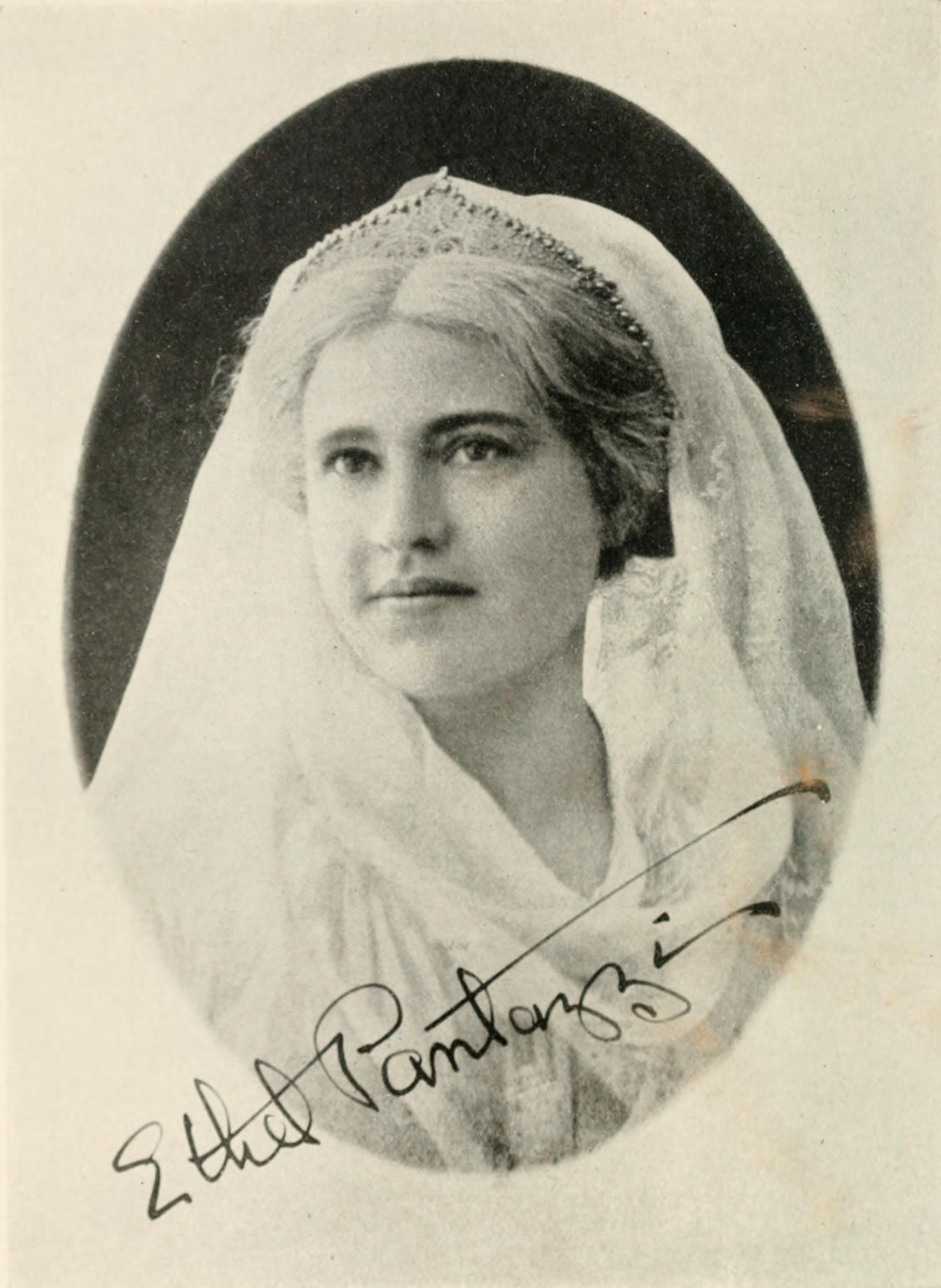
Imagine a lui Ethel Greening Pantazzi, de pe pagina de gardă.

Cartea începe cu un motto preluat din poemul Sordello al poetului Robert Browning, fragmentul fiind extras dintr-un pasaj care se referă la tărâmurile fermecate și la influența naturii asupra lor, precum și asupra oamenilor.  Lucrarea este formată din două părți. Prima, intitulată „Lumini” este formată din 13 capitole, a doua intitulată „Umbre” este alătuită din 12 capitole. În structura cărții există 24 de ilustrații din epocă, precum și o hartă a Regatului.
În paginile primei părți, autoarea expune într-o succesiune cronologică punctul său de vedere asupra României Vechiului Regat, precum și imaginea integrării sale în societatea românească, cu care se familiarizează în mod progresiv, găsindu-și în același timp locul și rolul potrivit. Prilej de fascinație pentru autoare, tradițiile și obiceiurile societății sunt descrise atent și se constituie în același timp într-un mijloc de a se integra mai bine în societatea timpului. Pasionată de călătorii, autoarea insistă de asemenea să descrie repetatele „evadări” în diverse zone ale Regatului, precum și în locuri relevante pentru istoria românilor.
Parcă în mod simbolic, luminile asociate traiului îndestulat și confortabil se sting în vara anului 1916, în seara intrării României în Primul Război Mondial. Bombardarea Bucureștiului de către zeppelinele și avioanele germane precede înfrângerea suferită de trupele române pe front. Alături de descrierea sentimentelor produse de raidurile aeriene inamice se asociază cea a îngreunării traiului de zi cu zi, pe fondul lipsei cronice de informații de încredere, privitoare la situația frontului. Familia Pantazzi ia drumul retragerii și are parte de privațiuni și experiențe personale traumatizante în Iașiul supraaglomerat, deznădăduit și asupra căruia planează spectrele foamei și frigului.
Refugiul este continuat de evacuarea spre o Odesă aparent mai liniștită, dar asupra căreia cade o noapte și mai adâncă, datorată vitoriei bolșevicilor din toamna anului 1917. Soțul autoarei este arestat de aceștia, alături de alți reprezentanți ai protipendadei românești. Momentul este prilej de eroism și de gesturi nesăbuite pentru soția marinarului, care, împreună cu colonelul Joseph Boyle intervine spre a-și salva soțul din mâinile comuniștilor. Revenirea în primăvara 1919 pe teritoriul Regatului se face la Galați într-o țară epuizată și învinsă, afectată de mizerie și sărăcie.
Finalul Războiului Mondial aduce cu sine ieșirea din tunel pentru familia Pantazzi, care revine în București, acolo unde soțul lui Ethhel este delegat ca reprezentant al României, într-una din comisiile convocate în cadrul Conferinței de Pace de la Paris. Sosită aici în martie 1919, la un deceniu de la nuntă, Ethel își încheie în mod poate simbolic în acest moment, jurnalul.

## Scriere și publicare

### Documentarea realității

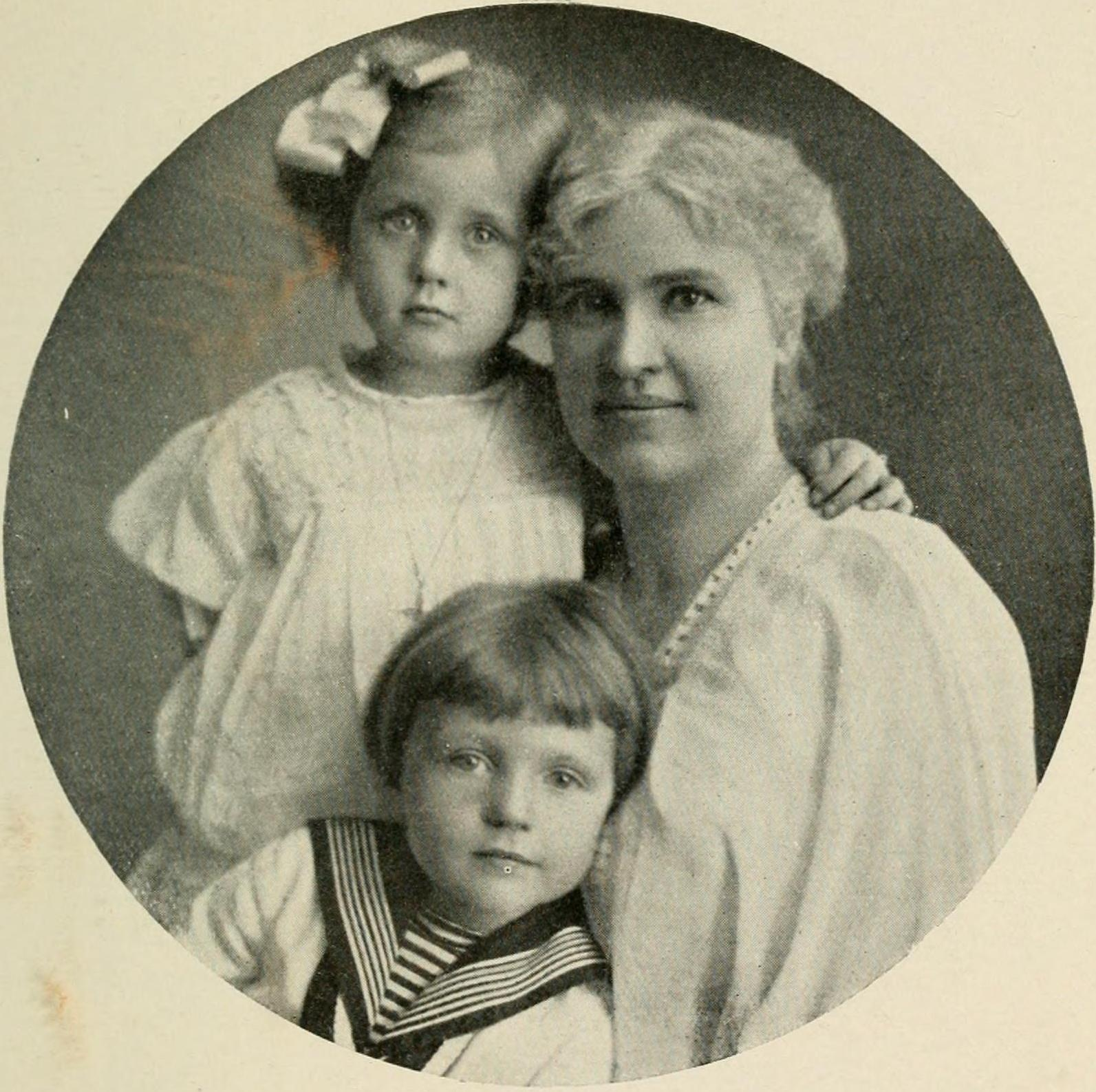
Ethel Greening Pantazzi la Odesa, cu copiii ei.

Cadrul o are în prim plan pe canadiana Ethel Greening, prima născută la 19 iunie 1880, din cei cinci copii ai familiei de imigranți englezi formată din Thomas Benjamin Greening și Jane Sharp. Născută de către mama sa în orașul Hamilton din provincia canadiană Ontario, Ethel l-a cunoscut în 1908 pe Basil Pantazzi, cu care s-a căsătorit în 1909. Căpitan al portului Galați, Pantazzi s-a stabilit cu soția la Galați până în 1916, perioadă de șapte ani pe care Ethel Greening a descris-o în culori luminoase. Domiciliul real al familiei a fost însă mereu, cel impus de îndatoririle militare ale soțului, iar Ethel a locuit în cabine de vapor, în colibe de stuf și scânduri sau în case provizorii.
După ce în primăvara anului 1916 comandorul Pantazzi a devenit director al Direcției II Marină, cuplul s-a mutat la București împreună cu cei doi copii ai săi. Aici a trăit într-un amestec de entuziasm și îngrijorare intrarea României în război Tot de aici, a plecat în refugiu mai întâi la Iași și de acolo la Odesa, comandorul fiind numit ca membru în delegației române care a studiat teritoriul din sudul Rusiei, având ca scop găsirea unor amplasamente în care Casa Regală, guvernul și o parte din administrație și armată să se poată retrage, în caz de necesitate.

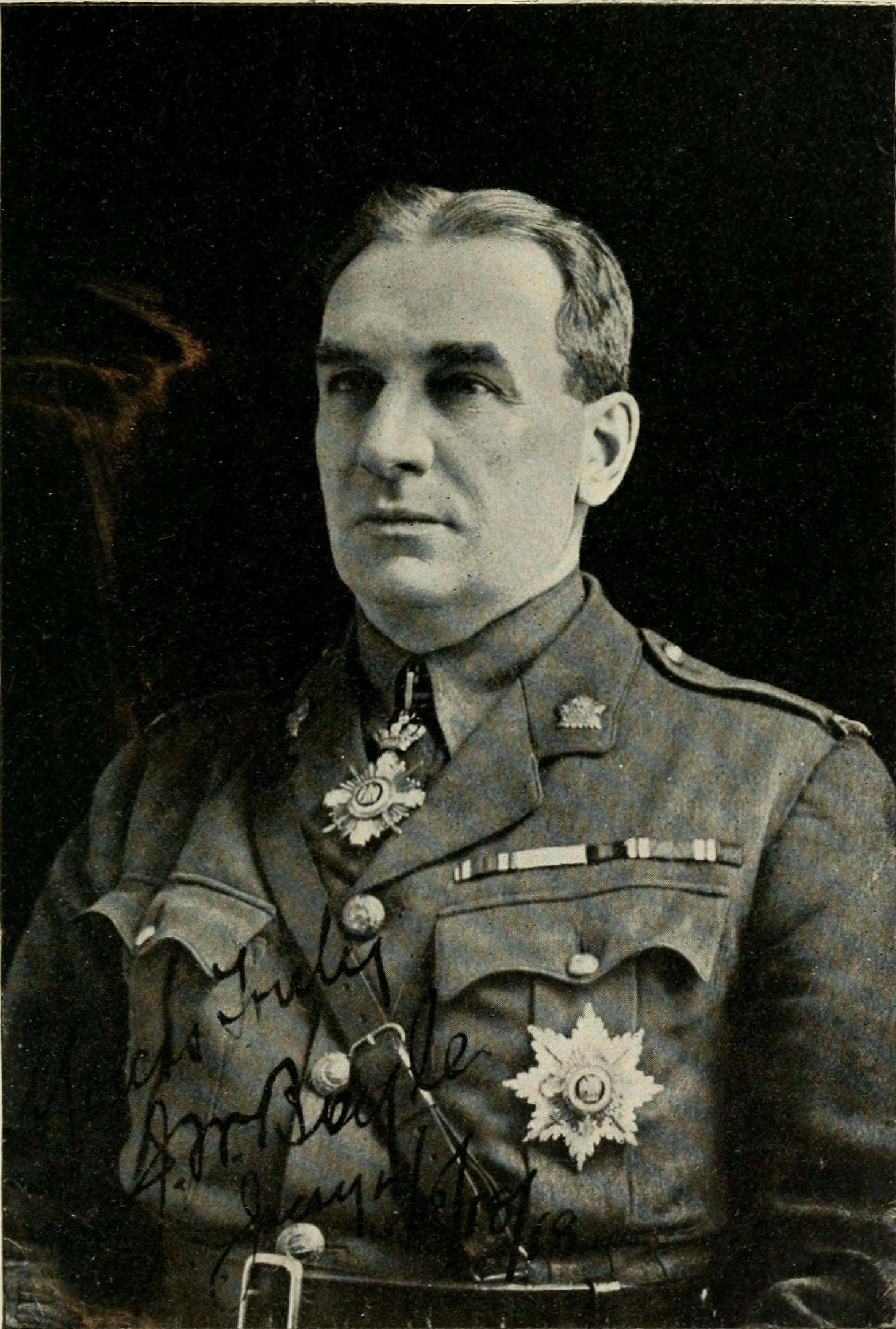
Colonelul canadian Joseph (Joe) Boyle, cu ajutorul căruia soţul lui Ethel Greening a fost salvat din captivitatea bolşevică.

Tânăra soție s-a dovedit a a fi o femeie curajoasă și de acțiune. În tot acest timp ea a notat în propriul său jurnal în mod harnic impresii despre soarta țării sale adoptive, despre mersul războiului și despre puterea bolșevică instalată după Revoluția Rusă din 1917 în fostul imperiu. Ethel a notat de asemenea diversele întâlniri pe care le-a avut în acest timp, printre care și cea cu colonelul Joseph Whiteside Boyle, de ajutorul căruia a beneficiat pentru a-l putea salva pe soțul său împreună cu alți demnitari, din mâinile bolșevicilor. În acest ultim context a avut un aport semnificativ la finalul fericit al evenimentului, eveniment cu mare potențial tragic, la nivel național.
Ethel Greening și-a urmat astfel alesul cu devotament, chiar și în împrejurări istorice nefavorabile pentru o femeie străină care era căsătorită cu un ofițer român și ducea cu doi copii după ea, locuind uneori chiar în vagoane inconfortabile.
La un deceniu de la nuntă, după ce familia comandorului s-a mutat la Paris ca urmare a faptului că acesta fost numit delegat într-una dintre comisiile  convocate în cadrul Conferinței de Pace, jurnalul s-a încheiat.
Câțiva ani mai târziu, în 1926, Ethel Greening Pantazzi a mai publicat o a doua carte având ca subiect țara ei de adopție: Strolls in old corners of Bucharest". Publicată de această dată la Editura Cultura Națională,  a fost scrisă tot în limba engleză, în colaborare cu Julieta Theodorini și a avut un caracter de ghid al Bucureștiului, precum și al unor mănăstiri ca Snagov, Curtea de Argeș, și Sinaia.

### Conceperea cărții și apariția ei
Cei zece ani petrecuți în perioada 1909-1919 alături de soțul său în România au fost consemnați în jurnalul lui Ethel Greening Pantazzi, deceniul românesc surprins de relatarea „americancei” Ethel Greening dovedindu-se suficient pentru ca ”patria lui” să devină și ”patria ei”. Acest sentiment al proprietății a fost păstrat până în momentul în care, aflată fiind în Canada, și-a scris cartea.
Jurnalul a fost transpus într-un volum apărut doi ani mai târziu în 1921, cu titlul „Roumania in light & shadow”. Ediția princeps a fost publicată în limba engleză de către editura The Ryerson Press din Toronto, cartea fiind însă tipărită de către Unwin Brothers Ltd. la Londra. Volumul a avut 279 de pagini și o pagină de anunțuri pe verso.
Prima ediție românească a apărut sub titlul „România în lumini și umbre (1909-1919)” la Editura Humanitas din București în anul 2015, într-un volum cu 312 pagini.

## Receptarea operei
Până în anul 2018 au fost publicate patru ediții, din care trei în limba engleză și una în limba română.

## Analiză literară
Cartea canadiencei aparține genului memorialistic și reprezintă un minunat amestec de istorii și istorie. Volumul său este captivant și conține inserții pertinente politice, sociale și istorice din viația cotidiană a României acelei epoci, țară pe care canadianca a cunoscut-o în profunzime datorită profesiei soțului ei. Cartea este, în același timp o oglindă a României din timpul Belle Époque și o poveste de viață a unui cuplu de tineri căsătoriți.  Există o proporționalitate între potențialul narativ, cu caracter chiar cinematografic și poziția de marinar a lui Basile Pantazzi, ca și cum marea ar juca un rol principal, în caracterul aventuros și spectaculos al destinelor. Scriitoarea, care realizeză o suprapunere cu caracter afectiv și istoric între național și individual, folosește o variată paletă de culori, paletă prin care trăirile personale sporesc credibilitatea faptelor relatate.

### Partea I

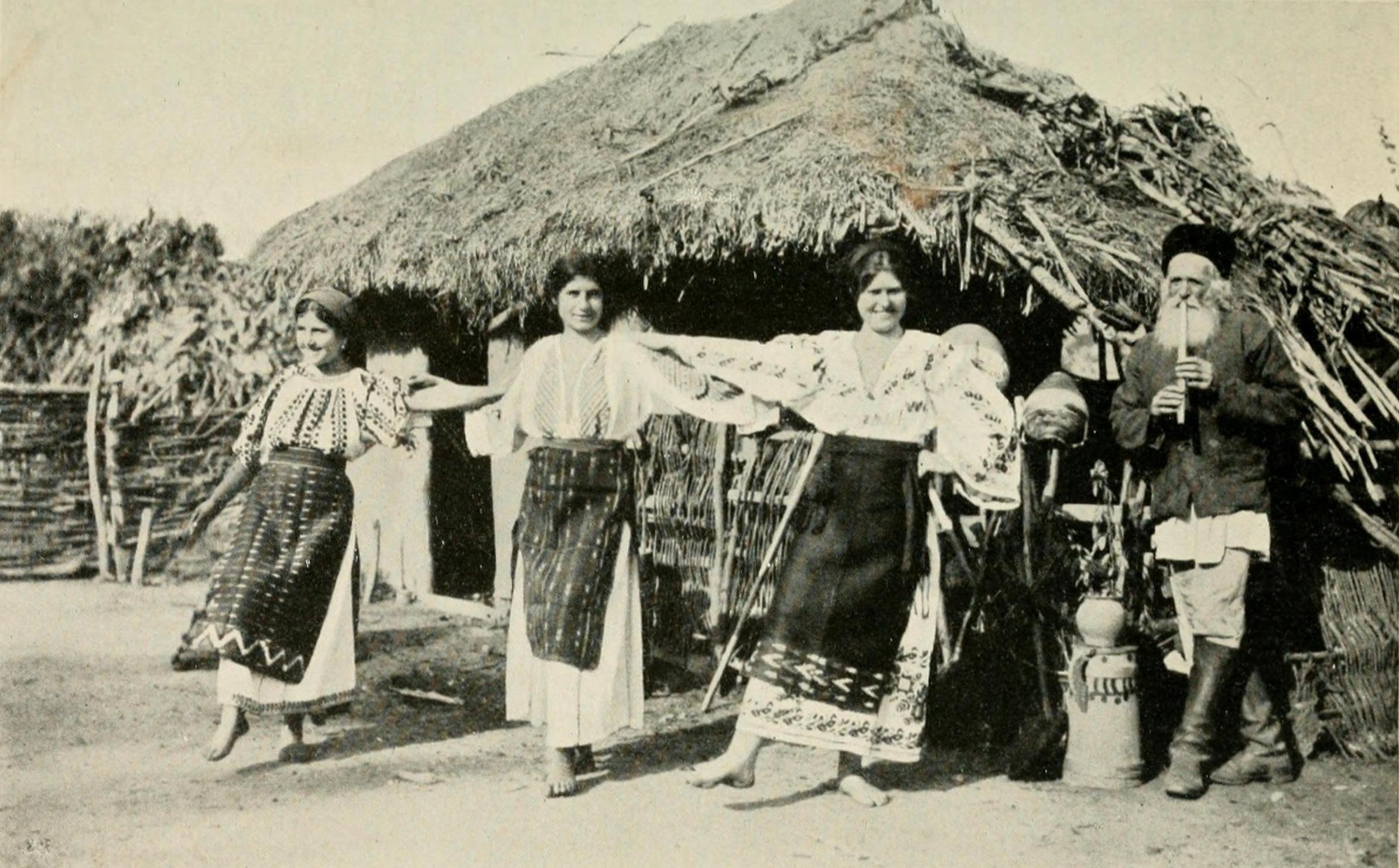
Fotografie din carte, ilustrând ţărani din Regatul României care dansează o horă

Prima parte este asemănătoare din punct de vedere al stilului și al conținutului, cu jurnalele de călătorie din secolul al XIX-lea (întreaga carte fiind în sine, o mărturie prin care Ethel Greening și-a recunoscut calitatea de călătoare). O atenție desosebită a fost acordată tradițiilor festive și obiceiurilor pitorești ale societății, ceea ce a avut ca efect scrierea unei mărturii directe relevante referitoare atât la istoria veții cotidiene, cât și a celei urbane din România, în perioada care a precedat Primul Război Mondial.
Poziția lui Ethel este aceea a unei tinere femei străine devotată și aflată departe de țara natală, care și-a îndeplinit datoria într-un loc pe care ea l-a acceptat, cu toată disponibilitatea. Venită dintr-o țară profund democratică, multietnică și extrem de progresistă, Ethel Grening a realizat abordarea României începutului de secol atât cu instrumentele unei profunde alteriterități, cât și cu o mare toleranță, căreia i s-a adăugat o inteligență practică. A vrut să învețe limba și să nu ofenseze prin reputația ei de „americană”, de la bun început intuind faptul că era necesar să devină integrată unui spațiu al contrastelor, contraste care își aveau motivația în conservatorismul de origine rurală, în inserțiile nedigerate încă ale modernității europene și în mentalitatea tipică unui areal, mereu imprevizibil. Fire deschisă și în același timp obiectivă, Greening nu a apelat la prejudecăți sau la generalizări și a conturat oameni de toate felurile, iar societatea a fost înfățișată astfel cum era, cu ritmuri variate de prezență și de evoluție. Comentând realitățile țării sale adoptive cu o perspectivă sigură și convingătoare a unei „străine”, autoarea a făcut aceasta cu o tușă ageră, iar cititorul român poate astfel vedea în mod critic ceea ce pentru el este neobservabil, deoarece se încadrează în tiparele normalității.
Autoarea a avut o viață activă, care astfel i-a adus un spor de cunoaștere și de experiență, spor pe care l-a valorificat încercând să aprofundeze percepția culturii locale. Obiceiurile, mentalitățile, peisajele și personajele au fascinat-o pe Greening,  care s-a dovedit a fi foarte sensibilă în ceea ce privește detaliile și pulsiunile afective și în același timp mai entuziastă și mai puțin cinică decât Pantazzi. Textul cuprinde observații culinare, aprecieri admirative ale folclorului, observații în ce privește arhitectura, cutumele sociale și cele religioase. Autoarea, cu o viață socială legată de mediul soțului, dar pe care a dus-o fără a se feri de episoade care i-au pus la încercare anduranța feminină, a gustat, a auzit și a văzut de toate. A făcut excursii în mediul rural, a folosit pentru deplasare atât automobilul cât și căruța, precum și vaporul sau trenul, a intrat atât în saloane și hoteluri cât și în spitale.
Peisajul idilic și aproape perfect de dinainte de Marele Război, care, a preocupat-o în mod particular pe autoare, a făcut-o pe aceasta să nu abordeze critic ceea ce putea fi neplăcut sau rău, în descrierea românilor și a instituțiilor lor. Prin aceasta ea se diferențiază de alte relatări ale contemporanilor. Fascinată astfel de lumea satului, ea a observat doar aparența frumoasă și atrăgătoare care i s-a oferit, lipsită de vreun element perturbator și a mitizat peisajul mirific care înconjura satul în mod protector, făcând trimitere la acesta într-un final, prin expresia „the land of love and longing”.

### Partea a II-a

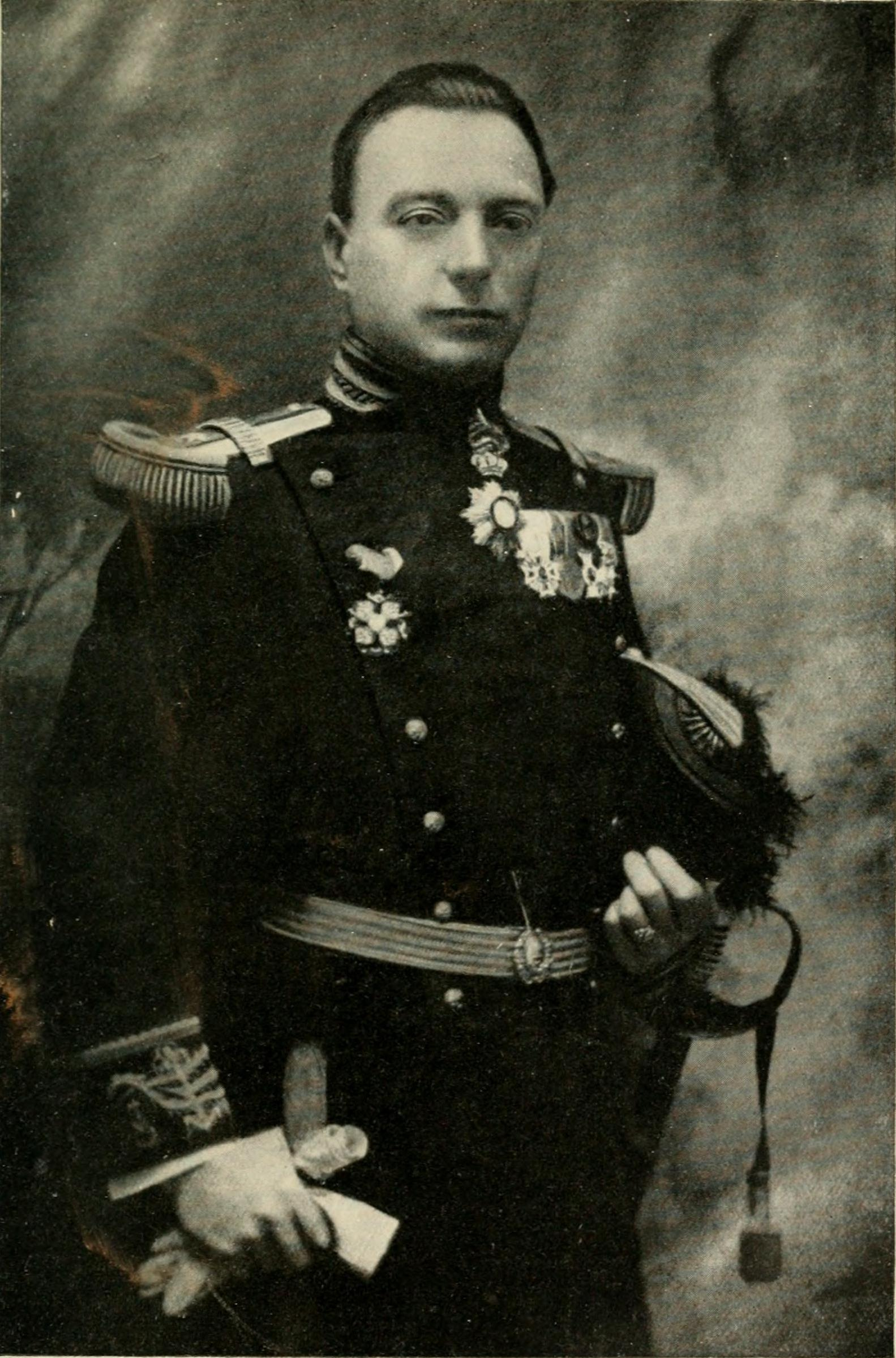
Bazil Pantazzi

A doua parte a cărții lui Ethel, cea „întunecată”, se caracterizează printr-un stil narativ dominat din ce în ce mai mult de rigurozitate. Tipic memorialisticii, acesta iese în evidență prin grija deoasebită față de detalii, precum și pentru acuratețea cronologiei evenimentelor trăite. Conform lui Constantin Ardeleanu, atât teama, cât și frigul sau foamea, precum și lupta dusă pentru supraviețuire par să o plaseze pe autoare într-o perspectivă atemporală, în care notele sale devin, datorită acurateței și consistenței lor o sursă istorică de valoare, pentru cunoașterea aspectelor războiului.
Cel mai memorabil episod se dovedește a fi cel al deplasării la Odesa, unde Basil Pantazzi surprins de împrejurările asociate revoluției bolșevice, a fost arestat. Cu doi copii după ea, silită să se descurce în unele situații limită și confruntată uneori cu incidente în care viața i-ar fi putu fi pusă în pericol, Ethel a descris aventura evadării din Ucraina din martie 1918, aducând o probă a curajului său.

## Perspectivă istorică și culturală

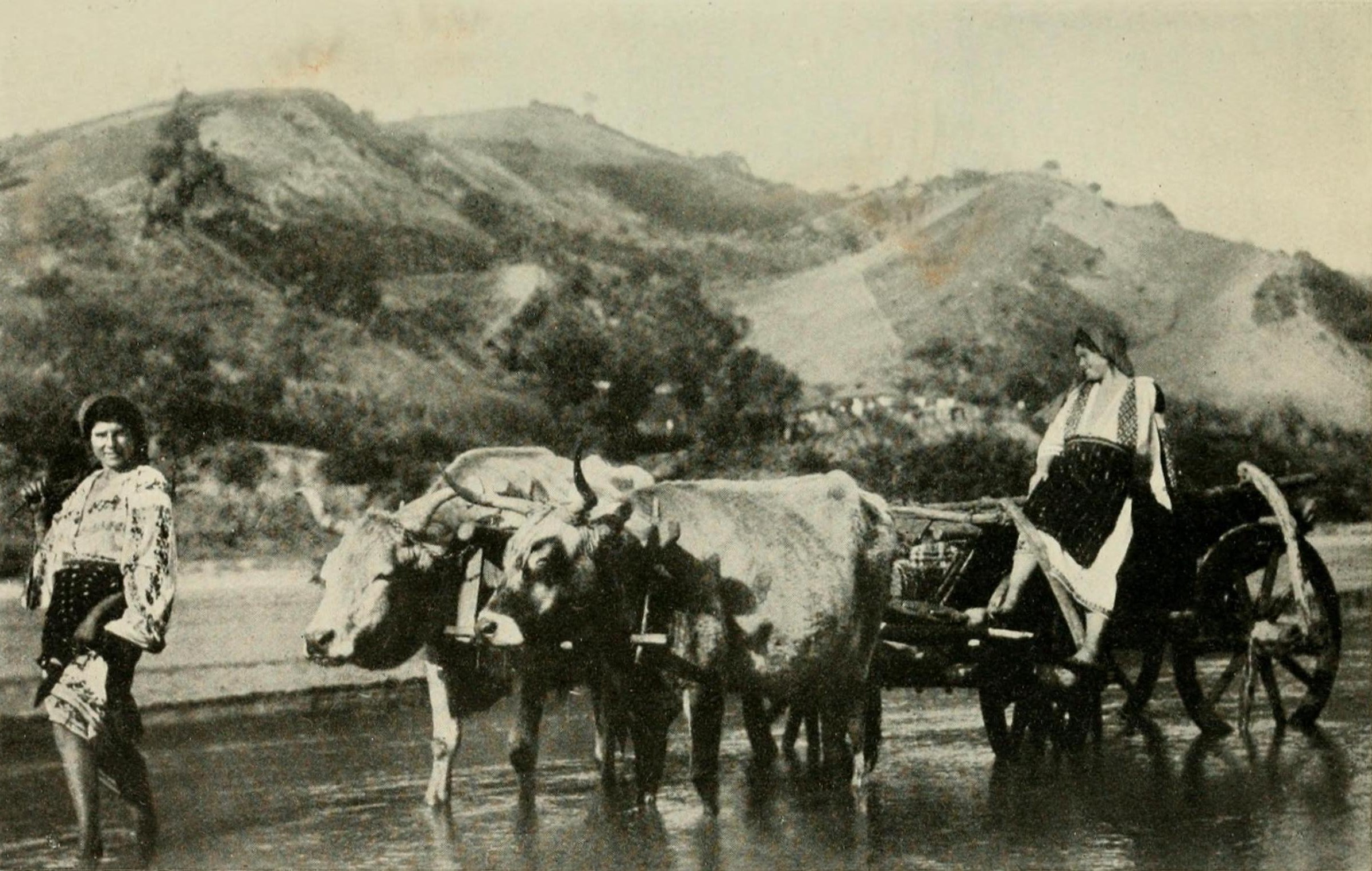
Imagine din carte, ilustrând dealuri de la baza munţilor.

Cartea, cu impresii despre România, este scrisă cu simpatie și înțelegere, locuitorii ei fiind descriși pe de-a-ntregul. Autoarea s-a dovedit interesată de istoria locurilor, a scris despre tradițiile și obiceiurile localnicilor la nunți, botezuri și înmormântări. A făcut de asemeni în text referiri la specificul local al sărbătorilor Crăciunului, Anului Nou și Bobotezei, precum și despre zilele Babelor. A completat de asemenea cu mențiuni despre modul de comportare al oamenilor și despre temperamentul lor. România descrisă de Ethel Greening Pantazzi este o țară ghidată de monarhie și caracterizată atât de convivialitate și chilibru, cât și de o sensibilitate care nu exclude energia plină de vitalitate. Țara, astfel cum a a interpretetat Ethel, își obținea forța necesară dezvoltării din mediul rural și cel mic urban. Constantă este ideea armoniei, care caracterizeaza de altfel România începuturilor moderne.
Deși nu se regăsesc în text ecouri referitoare la subiectul Răscoalei țărănești din 1907, evocarea nu omite totuși realități mai puțin favorabile. Pătrunzând și în elita societății româneși a vremii, autoarea nu s-a ferit să critice, fiind contrariată de opulența reședințelor boierești, aflată în contrast cu sărăcia și cu ignoranța restului populației. A remarcat de asemnea tendința româncelor de a pune accentul pe toalete, chiar dacă aveau locuințe modeste. Cu toate acestea, tabloul Vechiului Regat conturat de volumul lui Ethel Greening Pantazzi este acela al unei țări cu o societate așezată și bine structurată (în pofida amplelor diferențe sociale), condusă de o elită carea avea conștiința rolului său.
În contrast cu tărâmul idealizat și mitzat al peisajului rural, astfel cum l-a văzut autoarea (care a omis să includă interpretări care i-ar fi putut știrbi caracterul), mediul bisricii i-a apărut acesteia ca un loc haotic.
Miezul dramatic al memoriilor autoarei este reprezentat totuși de experiența sa din Primul Război Mondial și din descrieri, transpare șocul trăit de o societate obișnuită să trăiască de câteva decenii în stabilitate și prosperitate, odată cu intrarea în război. Ethel Greening descrie tragedia retragerii, se referă la privațiuni și odată cu ajungerea la Odesa, intră în miezul peripețiilor de care au avut parte toți românii refugiați aici, pe fundalul creat de Revoluția Rusă. În ce privește pe aceasta din urmă, soția ofițerului de marină Pantazzi nu menționează în mod exact Revoluția din Octombrie, ci doar haosul ubicuitar care i-a urmat, ceea ce ridică în mod justificat problema că în cadrul epocii, percepția evenimentulului mitizat după 1918, de către bolșevici, a fost mai degrabă în notă minoră.

## Aprecieri critice
Deceniul românesc descris în cartea lui Ethel Greening s-a consituit într-un suport pentru o poveste de viață, care în același timp s-a dovedit a fi un document istoric. Conform lui Constantin Ardeleanu astfel, cartea este „o istorie frumoasă despre români în vremea în care luminoasa Belle Époque făcea loc întunecatului Grande Guerre”, având o valoare literară și documentară de necontestat, în mod particular considerabilă pentru studiul Marelui Război.
După jurnalistul Ion N. Oprea volumul este, la lectură, o plăcere intuitivă pentru orice cititor și se citește cu interes, fiind captivant în tot ceea ce cuprinde. Pe de altă parte scriitorul Adrian G. Romilă a caracterizat opera, ca fiind o superbă carte de amintiri.